# Pardosa tangana
Pardosa tangana este o specie de păianjeni din genul Pardosa, familia Lycosidae, descrisă de Roewer, 1959.
Este endemică în Tanzania. Conform Catalogue of Life specia Pardosa tangana nu are subspecii cunoscute.